# Cronologia minoica

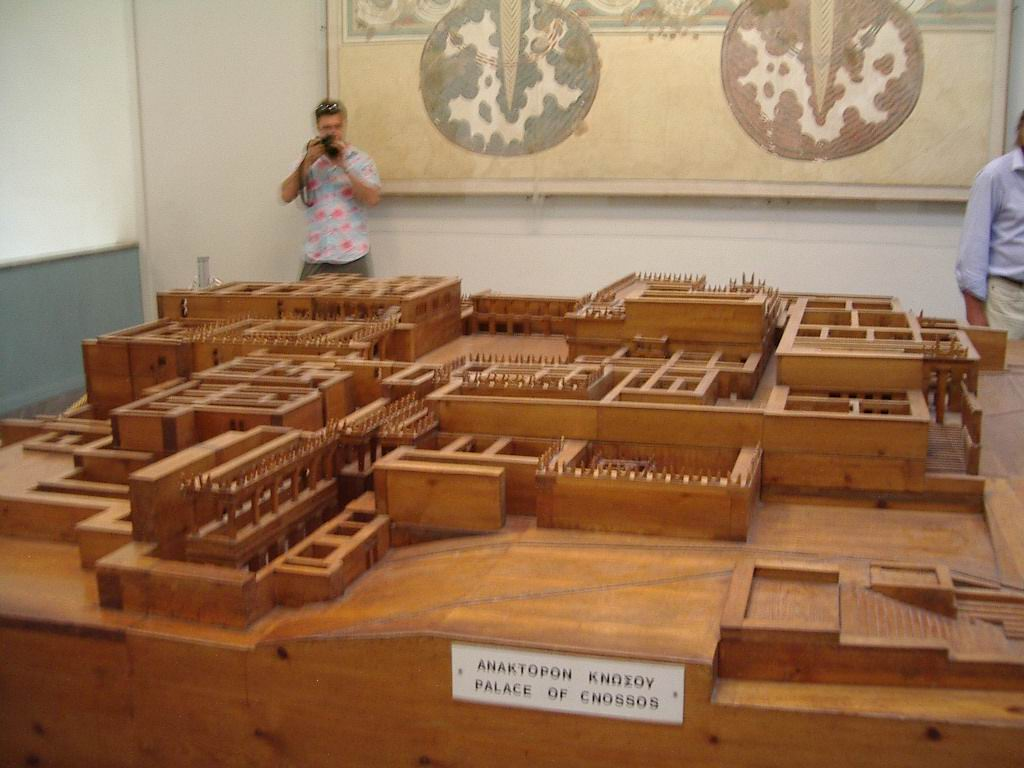
Modello del "Palazzo di Minosse" sulla conformazione collinare di Kephala (Museo di Iraklio). Notevole il cortile centrale, il portico con colonne, l'architettura agglutinante, i frequenti pozzi (light wells) e la carenza di opere difensive. Non vengono mostrati gli estesi sistemi idrici e fognari.

Con la definizione di cronologia minoica ci si riferisce allo schema di datazione relativa sviluppato da Sir Arthur Evans per la Creta dell'età del bronzo, basata sugli scavi iniziati e condotti da lui nel sito dell'antica città di Cnosso. Egli chiamò la civiltà che ivi scoprì minoica. Questo stesso schema venne più tardi applicato alla Grecia continentale e alle isole Cicladi per formare un piano generale per la datazione degli eventi della preistorica e storia antica dell'Egeo. La cronologia relativa è basata sulle forme e stili decorativi delle ceramiche trovate in molti siti cretesi e altrove.

## Evans e Cnosso
Arthur Evans iniziò a scavare su una collina chiamata tou tseleve he kephala, "il promontorio del condottiero", a circa 5 km dalla costa settentrionale di Creta, il 23 marzo del 1900. Due magazzini erano già stati scoperti da Minos Kalokairinos nel 1878, ma gli scavi vennero fermati dai proprietari della terra di allora.
Nel frattempo i cittadini della zona avevano riportato alla luce monete e sigilli con iscrizioni misteriose. Questi attirarono l'attenzione di Evans, sovrintendente dell'Ashmolean Museum di Oxford, dal 1884 al 1908. Si sparse così la voce che il luogo fosse il sito dell'antica città di Cnosso.

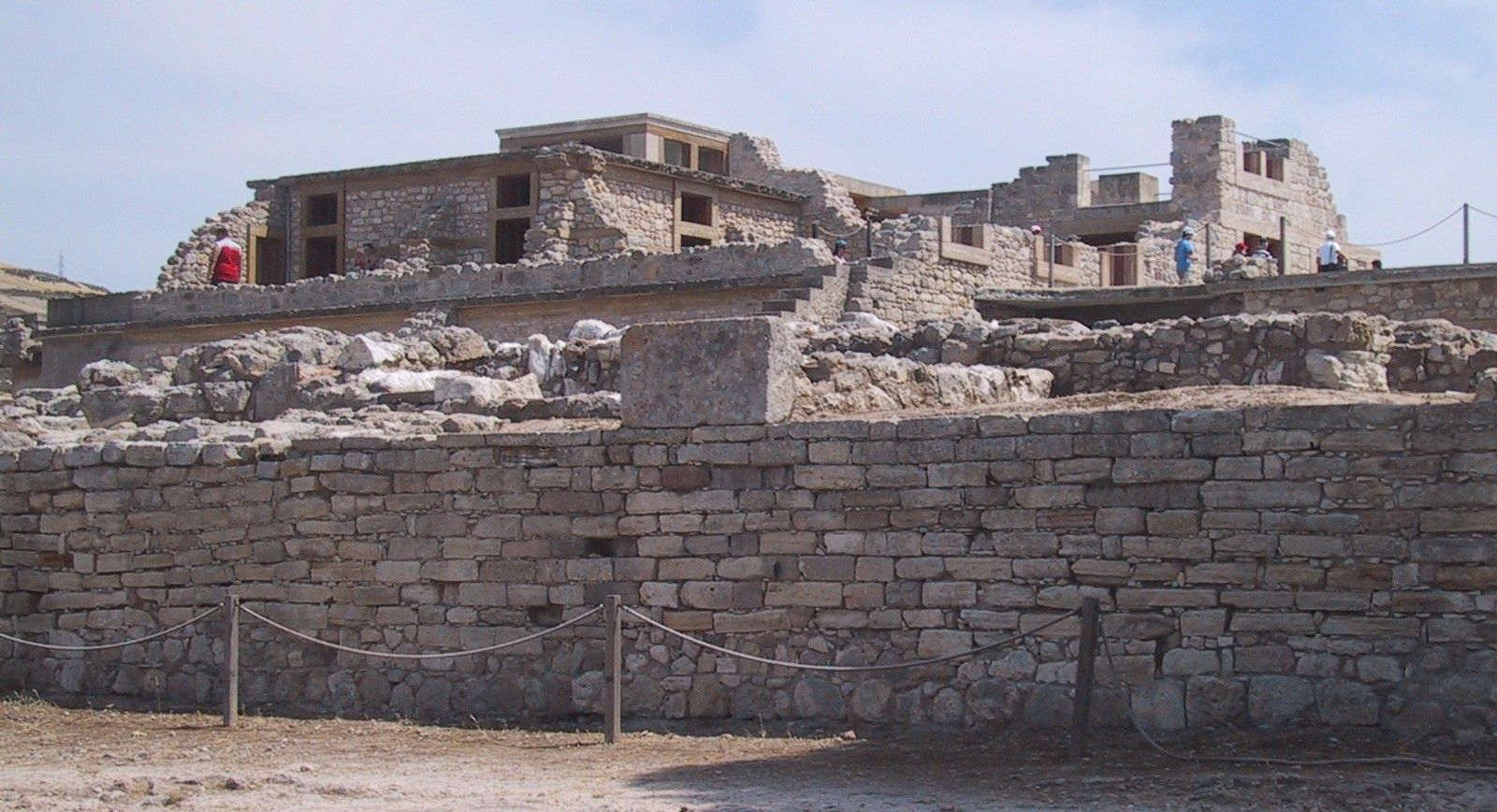
Fotografia del palazzo.

Evans esaminò il sito il 19 marzo 1894. Niente poteva essere fatto a quel tempo, ma nel 1898 Creta divenne una repubblica indipendente. Nel 1899 Evans comprò la terra con i suoi propri risparmi (la sua famiglia possedeva una fabbrica nella Britannia industriale) e decise di preparare gli scavi. Nelle prime due settimane egli scoprì le tavolette in lineare A, un momento di fortuna superato solo dal primo giorno di scavo del leggendario Carl Blegen, quando scoprì le tavolette di Pylos, scritte in Lineare B, un tipo di scrittura trovato poi anche a Kephala alle quali Evans diede il nome.

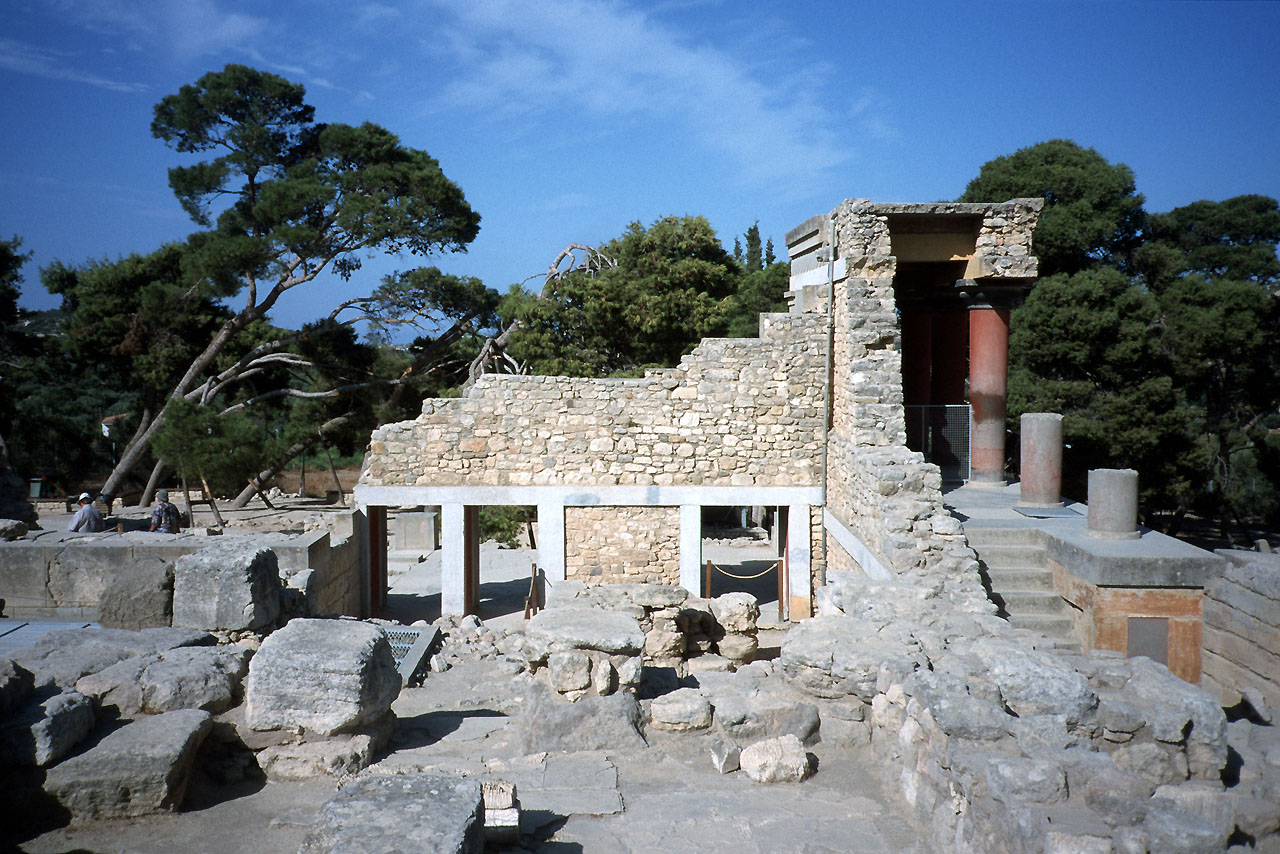
Un'altra veduta del palazzo.

Attaccando il sito con delle squadre di centinaia di sterratori, Evans scoprì la maggior parte dei 24.000 m2 del sito nel giro di 6 stagioni. Nel 1905 battezzò la civiltà, le cui tracce furono trovate colà, minoica, in riferimento al leggendario re Minosse, creando una dettagliata cronologia delle fasi seriali degli stili di ceramica nella Creta minoica, basandosi su ciò che trovava a Cnosso. Successivamente si interessò egli stesso al restauro, un'attività che farebbe rabbrividire gli archeologi di oggi. Continuò così a scavare là e a restaurare Archiviato il 7 ottobre 2008 in Internet Archive. altrove fino al 1935.
Evans venne insignito cavaliere nel 1911 per il suo lavoro, diventando "Sir", non essendolo precedentemente. Nel 1921 venne alla luce la prima edizione della sua opera monumentale, Palazzo di Minosse, conditio sine qua non per ogni dipartimento di archeologia classica. Alla morte di Evans nel 1941, la Scuola Britannica di Archeologia si assunse la responsabilità per gli scavi; successivamente la proprietà finì nelle mani del governo greco, che trattenne i diritti di scavo.

## Cronologia di Evans
La struttura cronologica di Evans aveva una divisione tripla per ogni (parte) triplicemente divisa, una formula che è stata mantenuta, perciò l'Antico Minoico (AM) I, II e III, Medio Minoico (MM) I, II e III ecc. Ogni sottosezione la divise in A e B, antica e tarda. Nel 1918 Alan J. B. Wace e Carl Blegen adattarono la cronologia di Evans alla Grecia continentale e le isole, dove la cultura venne definita rispettivamente elladica e cicladica. Nel 1941 Arne Furumark applicò il termine miceneo al TE e TC. Siccome è chiaro che i greci micenei dominassero a Cnosso ad un certo punto del Tardo Minoico (TM), la fase più recente viene spesso inclusa nel "miceneo" o altrimenti detto "minoico-miceneo".
Lo studioso principale della ceramica cretese fu Evans. Una tendenza molto generale fu data dalla fattura della decorazione scura su sfondo chiaro nel Tardo Minoico alle decorazioni in bianco e rosso su una coloritura scura di argilla semiliquida nel Medio Minoico, ed infine un ritorno alla maniera dello scuro su chiaro nel Tardo Minoico. Emergono anche le nuove forme  di vasi e sono evidenti vari stili di decorazione dentro la cronologia di Evans.
Evans non intendeva mai dare date esatte di calendario ai periodi della ceramica. Egli le correla rozzamente ai migliori periodi egiziani datati usando reperti di manufatti egiziani in associazione con quelli cretesi e le ovvie similitudini di alcuni tipi di manufatti cretesi con quelli egiziani. Ricercatori successivi, verificando il lavoro di Evans, variarono le date di alcuni periodi, un poco, di solito meno di poche centinaia di anni, ma la struttura cronologica rimase fondamentalmente così come Evans l'ha lasciata, una solida intelaiatura per la collocazione degli eventi nella preistoria egea.
La maggior parte della critica non mira a rovesciare il sistema di Evans, ma solo a reclamare il fatto che esso non cattura tutti i dati, come variazioni locali. Anche con queste mancanze il sistema non ha concorrenti. Nel 1958 Nikolaos Platon propose una nuova cronologia alla Conferenza Preistorica di Amburgo. In essa, i termini "Pre-palazzo", "Palazzo Vecchio" e "Palazzo Nuovo" erano stati coniati per rimpiazzare lo schema di Evans. La comunità accademica accettò lo schema, ma non la sostituzione, semplicemente precisando laddove nel sistema di Evans i nuovi termini si adattavano.
Una delle questioni importanti riguarda la datazione delle tavolette di Cnosso. Furono avanzate accuse, senza sostegno di prove, riguardo al fatto che Evans falsificasse gli strati in cui le tavolette venivano a trovarsi per rimpiazzarle con quelle risalenti a 1400 a.C., quando esse invece dovrebbero essere state della stessa data delle tavolette di Pylos, 1200 a.C. Questa disputa divenne famosa come la Disputa di Palmer-Boardman quando apparve per la prima volta. Nonostante l'intenso dibattito che venne a svilupparsi sul soggetto nessuna evidenza conclusiva è ancora stata trovata per risolvere la questione. Una parte della soluzione del caso fu data da un certo tipo di vaso, una giara a staffa (chiamata così dai manici) trovata nei contesti della tavoletta, che è datata soltanto al 1200 a.C. Altri archeologi sollecitano l'ambito giornalistico con esempi di giare simili risalenti al 1400 a.C. L'indagine per la chiusura della disputa prosegue. In mancanza d'altro, gli archeologi tendono ad usare la datazione di Evans.

## Tavola della cronologia minoica
| Altri nomi | Cronologia relativa | Date convenzionali, a.C. | Note |
| --- | ------------------- | --- | --- |
| Prepalaziale, Pre-Palazzo (Προανακτορική), Età Protominoica (Platon) Età del Rame (Matz, Hutchinson) Età del Bronzo Antico (Hood)                       | AM                  | 3000-2200 (Evans, Hood) 2600-2000 (Matz) | Πρωτομινωική o ΠΜ in Greco. |
| Antico Minoico Primo (Hutchinson) Fase I (Platon) | AM I                | 3400-2800 (Evans) 2600-2300 (Matz) 2500-2400 (Hutchinson) 3200-2600 (Gimbutas) 3000-2600 (Willetts, Hood) 2800-2200 (Mackenzie)                           | Il principale problema è stato la definizione della fine del Neolitico; i suoi strati furono distrutti dall'edificio a Cnosso. Il periodo è attestato dalla ceramica proveniente dal pozzo, a Cnosso, nella tomba 2 a Tholos, a Lebena e da uno strato dell'AM I a Debla.                                                         |
| Antico Minoico Secondo (Hutchinson) Fase II (Platon) | AM II               | 2800-2400 (Evans) 2300-2200 (Matz) 2300-2100 (Hutchinson) 2600-2300 (Gimbutas, Willetts, Hood)                                                            | Sigilli come quelli del 1° Periodo Intermedio Egiziano, Dinastie 6-11, 2345-1991. |
| Antico Minoico Terzo (Hutchinson) Fase III (Platon) | AM III              | 2400-2200 (Evans) 2200-2000 (Matz) 2100-2000 (Hutchinson) 2300-2160 (Gimbutas) 2300-2200 (Willetts, Hood)                                                 | |
| Periodo del Palazzo (Matz, Platon) Eta Minoica (Platon) Piena Età del Bronzo (Matz)                                                                     | MM                  | 2200-1500 (Evans) 2000-1570 (Matz) 2000-1580 (Ventris & Chadwick)                                                                                         | Μεσομινωική o MM in Greco |
| Fase III del Pre-Palazzo (Platon) Antico Palazzo (Matz) Primi o Antichi Palazzi (Hood)                                                                  | MM IA               | 2000-? (Matz) 2000-1900 (Hutchinson) 2160-1930 (Gimbutas) 2200-2000 (Willetts, Hood) 2000-1925 (Ventris & Chadwick) 2200-? (MacKenzie)                    | La collinetta Kephala liberata da strutture più antiche, iniziava il palazzo a Cnosso (Hutchinson). |
| Protopalaziale Palazzo Vecchio (Evans) Palazzo Antico (Matz) Fase I del Palazzo Vecchio (Παλαιοανακτορική) (Platon) Primi o Antichi Palazzi (Hood)      | MM IB               | ?-1800 (Matz) 1900-1850 (Hutchinson) 2000-1900 (Platon, Willetts, Hood) 1925-1850 (Ventris & Chadwick) 1930-1800 (Gimbutas) ?-2100 (MacKenzie)            | "Primi Palazzi" o "Primi templi-palazzi" (Gimbutas) Uso della ruota da vasaio. Può essere stata introdotta nel IA. |
| Protopalaziale Palazzo Vecchio (Evans) Palazzo Antico (Matz) Fase II del Palazzo Vecchio (Platon) Primi o Antichi Palazzi, Media Età del Bronzo (Hood)  | MM IIA              | 1850-? (Hutchinson, Ventris & Chadwick) 1900-1800 (Platon, Willetts, Hood) 2100-? (MacKenzie)                                                             | |
| Protopalaziale Palazzo Vecchio (Evans) Palazzo Antico (Matz) Fase III del Palazzo Vecchio (Platon) Primi o Antichi Palazzi, Media Età del Bronzo (Hood) | MM IIB              | ?-1700 (Matz, Ventris & Chadwick) ?-1750 (Hutchinson) 1800-1700 (Platon, Willetts, Hood) ?-1900 (MacKenzie)                                               | I palazzi furono così distrutti nel 1700 a.C. ca. da un terremoto talché furono ricostruiti. Questa è la linea che divide il Palazzo Vecchio e Nuovo e il II e il III. |
| Neopalaziale Palazzo Vecchio (Evans) Palazzo Antico I (Matz) Fase I del Palazzo Nuovo (Νεοανακτορική) (Platon) Media Età del Bronzo (Hood)              | MM IIIA             | 1700-? (Matz) 1700-? (Platon) 1700/1750-1600 (Hutchinson) 1700-1660 (Ventris & Chadwick) 1700-? (Willetts) 1700-? (Hood) 1900-? (MacKenzie)               | Iniziano gli affreschi. Primi vasi con segni in Lineare A. |
| Neopalaziale Palazzo Tardo I (Matz) Fase I del Periodo del Palazzo Nuovo (Platon) Media Età del Bronzo (Hood)                                           | MM IIIB             | 1600-1550 (Hutchinson) ?-1570 (Matz) ?-1600 (Platon) 1660-1580 (Ventris & Chadwick) ?-1600 (Willetts) ?-1550 (Hood) 1700-1600 (Palmer) ?-1700 (MacKenzie) | Lineare A. Accade un altro terremoto nel 1570 a.C. ca. che richiese più ricostruzione, il quale per alcuni fu nel mezzo del IIIB e per altri l'izizio. Primi archivi in Lineare A da Malia. |
| | TM                  | 1500-1000 (Evans) | Υστερομινωική o ΥΜ in Greco |
| Palace Tardo II (Matz) Fase II del Palazzo Nuovo (Platon)                                                                                               | TM IA               | 1550-1500 (Hutchinson) 1600-1500 (Palmer, Furumark) 1570-? (Matz) 1600-? (Platon) 1580-1510 (Ventris & Chadwick) 1700-? (MacKenzie)                       | Il periodo dell'eruzione di Thera e tsunami. Più abbondanti scorte di tavolette in Lineare A, Haghia Triada, IA e/o IB. |
| Palazzo Tardo II (Matz) Fase II del Palazzo Nuovo (Platon)                                                                                              | TM IB               | 1500-1450 (Hutchinson) ?-1450 (Matz) 1510-1450 (Ventris & Chadwick) 1500-1450 (Palmer, Furumark) ?-1450 (Platon) ?-1500 (MacKenzie)                       | Tutti i palazzi eccetto Cnosso furono bruciati verso il 1450 a.C. ca., eventi interpretati dalla maggioranza delle opinioni come l'avvento dei Greci e il conseguente insediamento a Cnosso. |
| Palazzo Tardo II (Matz) Fase III del Palazzo Nuovo (Platon) Periodo del Palazzo (Evans, MacKenzie)                                                      | TM II               | 1450-1400 (Hutchinson, Palmer, Furumark, Matz, Platon) 1450-1405 (Ventris & Chadwick)                                                                     | Il periodo finisce con una distruzione dovuta all'incendio di tutti i palazzi su Creta le cui cause sono sconosciute. Essi furono, naturalmente, rioccupati. |
| Fase I del Post-Palazzo (Platon) | TM IIIA             | 1400- (Matz) 1400-1320 (Platon) 1400-1300 (Hutchinson) | Tavolette in Lineare B, 1400 a.C. ca. (Evans e suoi sostenitori, Boardman) |
| Fasi II, III del Post-Palazzo (Platon) | TM IIIB             | 1300-1200 (Hutchinson) 1320-1280 (II), 1260-1150 (III) (Platon)                                                                                           | Tavolette in Lineare B 1200 a.C. ca. (Palmer, scettici riguardo alla cronologia di Evans) |
| | TM IIIC             | ?-1100 (Matz) 1260-1050 (Willetts) | Succede una distruzione generale del palazzo greco-miceneo causata dal fuoco sia nella Grecia continentale che a Creta, 1200 a.C. ca. alla fine del IIIB. Quanto sia vasto questo lasso di tempo non si sa, né le cause sono date per certe. Le possibilità sono, alcune o tutte, il conflitto civile, i popoli del Mare, i Dori. |
| Età Postminoica (Platon, Matz, Willetts) |                     | 1100- (Matz) 1150-1000 (Platon) 1075-1025 (Furumark) 1050-900 (Willetts)                                                                                  | Questo periodo viene considerato come una resistenza greco-micenea contro i dori che arrivavano in quel tempo. La sua fine segna il compimento della loro assimilazione. |

### Suddivisioni storiche tra i popoli vicini
| Epoca | Grecia continentale        | Creta                                      | Cicladi              | Egitto                                            |
| ----- | -------------------------- | ------------------------------------------ | -------------------- | ------------------------------------------------- |
|       | Antico Elladico I          | Antico Minoico I                           | Antico Cicladico I   | Periodo Proto-dinastico (I e II dinastia)         |
|       | Antico Elladico I          | Antico Minoico II                          | Antico Cicladico II  | Periodo Proto-dinastico (I e II dinastia)         |
|       | Antico Elladico II         | Antico Minoico II                          | Antico Cicladico II  | Antico Regno (III - VIII dinastia)                |
|       | Antico Elladico II         | Antico Minoico II                          | Antico Cicladico II  | Antico Regno (III - VIII dinastia)                |
|       | Antico Elladico II         | Antico Minoico II                          | Antico Cicladico II  | Antico Regno (III - VIII dinastia)                |
|       | Antico Elladico II         | Antico Minoico III                         | Antico Cicladico III | Antico Regno (III - VIII dinastia)                |
|       | Antico Elladico III        | Antico Minoico III                         | Antico Cicladico III | Antico Regno (III - VIII dinastia)                |
|       | Medio Minoico IA           | Primo periodo tradizionale (IX-X dinastia) | Antico Cicladico III |                                                   |
|       | Medio Minoico IA           | Primo periodo tradizionale (IX-X dinastia) | Antico Cicladico III | Medio Elladico I                                  |
|       | Medio Elladico II          | Medio Minoico IB                           | Medio Cicladico      | Regno medio (XI-XII dinastia)                     |
|       | Medio Elladico II          | Medio Minoico IIA                          | Medio Cicladico      | Regno medio (XI-XII dinastia)                     |
|       | Medio Elladico II          | Medio Minoico IIB                          | Medio Cicladico      | Regno medio (XI-XII dinastia)                     |
|       | Medio Elladico III         | Medio Minoico IIIA-IIIB                    | Medio Cicladico      | Regno medio (XI-XII dinastia)                     |
|       | Medio Elladico III         | Medio Minoico IIIA-IIIB                    | Medio Cicladico      | Secondo periodo tradizionale (XIII-XVII dinastia) |
|       | Tardo Elladico I           | Tardo Minoico IA                           | Tardo Cicladico I    |                                                   |
|       | Tardo Elladico I           | Tardo Minoico IA                           | Tardo Cicladico I    |                                                   |
|       | Tardo Elladico IIA         | Tardo Minoico IB                           | Tardo Cicladico II   |                                                   |
|       | Tardo Elladico IIB         | Tardo Minoico II                           | Tardo Cicladico II   | Nuovo regno (XVIII dinastia)                      |
|       | Tardo Elladico IIIA1       | Tardo Minoico IIIA1                        | Tardo Cicladico III  | Nuovo regno (XVIII dinastia)                      |
|       | Tardo Elladico IIIA2       | Tardo Minoico IIIA2                        | Tardo Cicladico III  | Nuovo regno (XVIII dinastia)                      |
|       | Tardo Elladico IIIB1       | Tardo Minoico IIIB                         | Tardo Cicladico III  | Nuovo regno (XIX dinastia)                        |
|       | Tardo Elladico IIIB2       | Tardo Minoico IIIB                         | Tardo Cicladico III  | Nuovo regno (XIX dinastia)                        |
|       | Tardo Elladico IIIC antico | Tardo Minoico IIIC                         | Tardo Cicladico III  | Nuovo regno (XX dinastia)                         |
|       | Tardo Elladico IIIC medio  | Tardo Minoico IIIC                         | Tardo Cicladico III  | Nuovo regno (XX dinastia)                         |
|       | Tardo Elladico IIIC tardo  | Tardo Minoico IIIC                         | Tardo Cicladico III  | Nuovo regno (XX dinastia)                         |
|       | Submiceneo                 | Subminoico                                 | Tardo Cicladico III  | Nuovo regno (XX dinastia)                         |

## Altre tabelle reperibili in Internet
La ricerca per una consistente cronologia della civiltà cretese prosegue. Altre cronologie tabellari sono state pubblicate in Internet da
- (EN) Ian Swindale, su minoancrete.com.
- (EN) Dartmouth College, su projectsx.dartmouth.edu. URL consultato il 23 luglio 2009 (archiviato dall'url originale il 1º dicembre 2011).
- (EN) ExploreCrete.com.
- (EN) World History Encyclopedia, su bartleby.com.
- (EN) Fondazione di Thera, su therafoundation.org.
- (EN) L. Marangou nella Fondazione del sito del Mondo Ellenico
- (EN) Companion to Manning (Cornell)
- (EN) Università dell'Oklahoma.